# Агафонов, Андрей Валерьевич
Андрей Валерьевич Агафонов (укр. Андрій Валерійович Агафонов) — украинский профессиональный баскетболист, играющий на позиции тяжёлого форварда. Выступает за баскетбольный клуб «Черкасские мавпы».

## Биография
Родился 7 мая 1986 года в род. доме № 4 города Одесса. В 1992 году пошёл в первый класс в одесскую школу № 48.
Первые шаги в баскетболе сделал в третьем классе, когда был замечен детским тренером Лесной Зоей Валентиновной, которая впоследствии и стала его первым тренером по баскетболу. С Зоей Валентиновной тренировался до 8-го класса, участвовал во всевозможных внутренних и международных соревнованиях.
В 1998 году после окончания чемпионата страны среди детей Агафоновым заинтересовался Гладун Вадим Иванович. Он и стал инициатором его перевода в Киевский спортивный лицей-интернат. В дальнейшем спортивном воспитании Гладуну помогали Крочак и Свирский. В КСЛИ Андрей проучился до 10-го класса. В этом году он сделал свой первый шаг в профессиональной карьере — сыграл в Первой лиге чемпионата Украины за КСЛИ.
В 2001 году переехал играть в БК «Химик» из города Южный, где и окончил 11-й класс в Авторской экспериментальной школе № 3 им. Н. П. Гузика. Этот сезон отыграл в Первой лиге под руководством тренера Сагай Бориса Викторовича. После окончания школы новый сезон 2003/2004 начал играть в Высшей лиге в составе БК «Химик», тренер Брюховецкий Владимир Петрович. Со следующего сезона в Высшей лиге Агафонова начали подключать к тренировкам с составом Суперлиги.
В первый раз был призван в сборную Украины по баскетболу среди юношей до 16 лет в 2003 году, позднее выступал за сборные команды до 18 и до 20 лет. После 2007 года стал постоянным игроком национальной сборной Украины. В 2011 году, когда главным тренером Сборной стал Майк Фрателло, Андрей (по обоюдному согласию с новым наставником) решает покинуть ряды Национальной команды.
Первый сезон в Суперлиге (2004/2005 гг) начал под руководством Звездана Митровича. Этот сезон стал для Андрея успешным, так как БК «Химик» закончил его с бронзовой медалью, как и последующие четыре сезона, однако сезон 2009/2010 был провальным, так как БК «Химик» закончил на 11-м месте. За всё это время поменялось много тренеров, в частности: Дмитрий Базилевский, Жидрунас Жвинклис, Оливер Попович, Валентин Воронин.
В 2010 году Агафонов перешёл в БК «Будивельник», где в этом же сезоне взял с командой золотые медали чемпионата Украины под руководством Josep Maria Berrocal. В 2011 году наставником БК "Будивельник" становится давно известный в Украине тренер Звездан Митрович. Вместе с этим опытным тренером Андрей Агафонов в составе БК "Будивельник" становится Обладателем Кубка Украины (2012).
После завершения этого сезона летом 2012 года Андрей подписал двухлетний контракт с БК «Одесса», где главным тренером Андрея становится Олег Юшкин. Сезон 2012-2013 не был особо успешным для БК "Одесса", но зато Андрей возглавил (1 место) Топ-10 украинских игроков по итогам регулярного сезона  Следующий сезон (2013-2014) одесситы заканчивают на 6 месте.
Сезон 2014-2015 к сожалению стал кризисным не только для Украины, но и для украинского баскетбола в частности. Многие игроки как по профессиональным, так и по финансовым соображениям были вынуждены перейти в чемпионаты других стран. Отыграв половину сезона за БК "Одесса" Андрей Агафонов получил приглашение в клуб Баскетбольной БундесЛиги Германии "Крайльсхайм Мерлинс", где стал одним из основных игроков команды, набирая в среднем 10.0 очков и делая 5.1 подборов 
В 2015 году Андрей Агафонов переходит в одну из сильнейших баскетбольных лиг Европы, подписывая контракт с «Пено жвайгждес» из города Пасвалис. Команда участвует сразу в 3х чемпионатах: Литовская Баскетбольная Лига, Балтийская Баскетбольная Лига и FIBA EuroCup, где Пьено доходит до 1/8 чемпионата. К сожалению, только лишь по разнице очков, а не по количеству побед  литовский клуб не выходит 1/4 ЕвроКубка ФИБА. Андрей хорошо себя показал, набирая в среднем 13.1 очков и делая 5.6 подборов.  Зато сезон 2016-2017 ознаменовался успехом для «Пено жвайгждес» в Балтийской Баскетбольной Лиге, где команда впервые за всю свою историю играла в финале, и завоевала почётное Серебро. Агафонов показывал очень результативную игру в ББЛ (13,4 очка в среднем, 5,3 подбора, 15,8 рейтинг эффективности ), и становится игроком команды года всей Балтийской Лиги 2017, а также попадает в состав лучшей пятёрки Европейских игроков ББЛ 
Летом 2017 года Андрей Агафонов переходит в Чемпионат Румынии и успешно выступает за баскетбольный клуб BCM U Arges Pitesti, город Питешти.
С сентября 2020 года выступает за баскетбольный клуб «Тернополь».

## Достижения
- Серебряный призёр Балтийской Баскетбольной Лиги (2017)
- Обладатель Кубка Украины (2012)
- Чемпион Суперлиги (2011)
- Бронзовый призёр чемпионата Украины (2005, 2006, 2007, 2008, 2009)